# Lee Yoo-mi
Dans ce nom, le nom de famille, Lee, précède le nom personnel coréen.
Lee Yoo-mi (hangeul : 이유미), née le 18 juillet 1994 à Séoul, est une actrice sud-coréenne. Elle rencontre un succès mondial avec ses rôles de Ji-yeong dans Squid Game en 2021, celui de Lee Na-yeon dans All of Us Are Dead en 2022, puis avec son rôle de Jo Jae-Mi dans la mini série Mr Plankton en 2024.
En 2022, elle devient la première sud-coréenne à remporter le Primetime Emmy Award de la meilleure actrice invitée dans une série télévisée dramatique.

## Biographie
Née en juillet 1994 à Séoul, elle commence sa carrière dans le thriller The Murderer en 2010 et fait de petites apparitions dans plusieurs séries et films dans les années suivantes.
En 2021, elle obtient le rôle invité de Ji-yeong (Number 240) dans la série Netflix Squid Game qui la fait connaître au grand public hors de Corée du Sud. À la suite de la diffusion de la série et de son succès international, elle voit son nombre d'abonnés Instragram passer de 40 000 à 6,5 millions en quelques jours. L'année suivante, elle est nommée au Primetime Emmy Award de la meilleure actrice invitée dans une série télévisée dramatique qu'elle remporte, devenant la première coréenne à recevoir ce prix.
En 2022, elle apparaît dans la série de zombie de Netflix All of Us Are Dead où elle joue Lee Na-yeon, une étudiante riche, arrogante et désagréable.

## Filmographie
Sauf indication contraire, les informations mentionnées dans cette section peuvent être confirmées par la base de données cinématographiques IMDb,  présente dans la section « Liens externes ».

### Cinéma
- 2010 : The Murderer (황해) de Na Hong-jin : la fille de Kim Tae-won
- 2012 : Grape Candy (청포도 사탕: 17년 전의 약속) de Kim Hee-jung : Seon Joo jeune
- 2013 : The Russian Novel (en) (러시안 소설) de Shin Yeon-shick : Yoo Mi
- 2013 : Hwayi (화이: 괴물을 삼킨 아이) de Jang Joon-hwan : l'amie de Yoo Kyung
- 2013 : Rough Play (en) (배우는 배우다) de Shin Yeon-shick : la fille qui fait la pub
- 2016 : Like a French film (프랑스 영화처럼) de Shin Yeon-shick : Su-bin
- 2017 : The Heartbeat Operator (심장박동조작극) de Jang Hee-min : Hye-eun
- 2018 : Outdoor Begins (아웃도어 : 비긴즈) de Lim Jin-seung : Ma-ri
- 2018 : Park Hwa-young (박화영) de Hwan Lee : Yoon Se-jin
- 2021 : Hostage: Missing Celebrity (인질) de Pil Kam-seong : Ban So-yeon

### Télévision
- 2018 : Welcome to Waikiki (hangeul : 으라차차 와이키키) : Ji-young, amie de Kang Seo-jin
- 2018 : Ms. Hammurabi (hangeul : 미스 함무라비) : victime d'harcèlement
- 2018 : The Third Charm (hangeul : 제3의 매력) : employée du salon de coiffure
- 2018 : It's Okay to be Sensitive (hangeul : 좀 예민해도 괜찮아) : Choi Ye Ji (12 épisodes)
- 2018 : Just Dance (en)(hangeul : 땐뽀걸즈) : Kim Do-yeon (16 épisodes)
- 2018 : Voice (hangeul : 보이스) : Hwang Hee-joo[5] (1 épisode)
- 2019 : Doctor John (en)(hangeul : 의사 요한) : Na Kyung-ah (11 épisodes)
- 2020 : 365: Repeat the Year (en) (hangeul : 365 : 운명을 거스르는 1년) : Kim Se-rin[6]
- 2020 : My Holo Love (hangeul : 나 홀로 그대) : Ji-hye (10 épisodes)
- 2021 : Squid Game (hangeul : 오징어 게임): Ji-yeon (3 épisodes)
- 2022 : Mental Coach Jegal (en) (hangeul : 멘탈코치 제갈길) : Cha Ga-eul[7]
- 2022 : All of Us Are Dead (hangeul : 지금 우리 학교는) : Lee Na-yeon (8 épisodes)
- 2022 : Connect (hangeul : 커넥트) : une étudiante
- 2022 : If you wish upon me (hangeul : 당신이 소원을 말하면) : jeune femme bénévole (caméo)[8]
- 2023 : Strong Girl Nam-soon (en) (hangeul : 힘쎈여자 강남순)  : Gang Nam-soon (16 épisodes)
- 2024 : Mr Plankton (hangeul : Mr. 플랑크톤) : Jo Jae-mi (10 épisodes)
- 2025 : As you stood by (hangeul : 당신이 죽였다) : Hui-su[9]

## Palmarès

### Récompenses
- 2022 :
  - Primetime Emmy Award de la meilleure actrice invitée dans une série télévisée dramatique pour le rôle de Ji-yeon dans Squid Game (2021)[3]
  - Gold Derby Award de la meilleure actrice invitée dans une série télévisée dramatique pour le rôle de Ji-yeon dans Squid Game (2021)[10]
  - Prix du magazine Cine21 : meilleure nouvelle actrice pour le rôle de Ban So-yeon dans Hostage: Missing Celebrity (2021)[11]